# Booty
"Booty" é uma canção da artista musical estadunidense Jennifer Lopez, contida em seu oitavo álbum de estúdio A.K.A. (2014). Conta com a participação do rapper compatriota Pitbull. Foi composta por ambos com o auxílio de Cory Rooney, Benny Mendina, Chris Brown, Asia Bryant, Thomas Wesley Pentz, Lewis D. Gittus, Tedra Renee Wilson e Danny Omerhodic, sendo produzida por Lopez, Rooney e Mendina. A versão com Iggy Azalea foi lançada digitalmente em 23 de setembro, servindo como o terceiro single do álbum.

## Antecedentes e divulgação
Em abril de 2011, Lopez lançou seu sétimo álbum de estúdio Love?. O trabalho recebeu análises mistas e obteve um desempenho moderado comercialmente. Entretanto, o projeto gerou seu single mais bem sucedido até a data, "On the Floor", que atingiu a liderança em cerca de 25 tabelas musicais. Em março do ano seguinte, a cantora lançou "Dance Again", primeiro single de seu primeiro álbum de grandes êxitos, Dance Again... The Hits (2012). Após a conclusão de sua primeira digressão Dance Again World Tour, Lopez começou a compor e a gravar novas canções para um futuro álbum. Em 22 de março de 2013, ela divulgou uma imagem em que ela, Chris Brown e seu colaborador de longa data Cory Rooney estavam em um estúdio, indicando que eles estavam trabalhando em material para o disco. Posteriormente, a artista confirmou a colaboração, dizendo: "Nós estávamos no estúdio compondo músicas e retornando com aquele sabor de 'Jenny from the Block'. Na verdade, eu trabalhei em um monte de ideias e nós conversamos sobre fazer um dueto juntos para o álbum [de Chris Brown]".
Mais tarde, Lopez recebeu uma fita demonstrativa de uma canção chamada "Big Booty", produzida por Diplo, e foi incentivada a gravar a faixa, com muitas pessoas dizendo "que era o tipo de música que ela precisava fazer". Entretanto, Lopez afirmou: "Nunca na minha vida eu vou fazer uma música chamada 'Big Booty'. Nunca vai acontecer", explicando que ela sentiu que iria ser uma piada, pois o álbum foi muito importante. Depois de alguma relutância, Lopez acabou compondo algumas partes da canção e tocou a fita em seu carro para ver se iria trabalha-la. Durante a reprodução de algumas faixas em seu carro, com seus filhos gêmeos, Lopez afirmou que eles amaram a faixa instantaneamente, dizendo: "Assim que ouviram 'Big Booty', eles enlouqueceram. Eles amaram esta canção, e por isso eu a gravei". Durante uma festa onde ela estreou várias canções de A.K.A., Lopez falou sobre a canção, dizendo: "Eu não vou deixar que me coloquem em uma caixa. Neste álbum, eu fiz tudo isso. Isso é quem eu sou e eu tenho que abraçar tudo isso e ser tão honesta quanto eu posso ser".
Lopez apresentou um trecho de "Booty" durante sua passagem no Power 106 no dia 17 de maio de 2014. Ela apresentou a faixa ao vivo pela primeira vez em seu concerto gratuito feito em Orchard Beach, localizado no Bronx, em 4 de junho de 2014. Mais tarde, a artista cantou "Booty" na série de concertos do Good Morning America em 20 de junho seguinte, sendo a primeira apresentação televisionada da canção. A performance contou com homens sem camisa a abanando com leques e colocando-a em um sofá branco confortável. Lopez também apresentou a faixa durante sua participação no iHeartRadio final Pool Party oito dias depois. Lopez e Iggy Azalea apresentaram a faixa na 42ª edição do American Music Awards, em 23 de novembro de 2014.

## Crítica profissional
Amaya Mendizabal, da Billboard elogiou a canção, chamando-a de "uma massiva canção dance", escrevendo que a faixa "implora por uma tropa de dança e algumas coreografias sérias". Mike Wass, do portal Idolator, concordou com Mendizabal, nomeando-a de uma "quebra de dança infalível para o verão". Wass também elogiou a colaboração entre Lopez e Pitbull, concluindo que "é o próximo nível em comparação com as outras coisas entre Lopez e Mr. Worldwide [apelido de Pitbull]". Rory Cashin, da Entertainment.ie, também elogiou os versos de Pitbull, chamando-os de "divertidos", notando que "eles nunca penavam que iriam realmente escrever essas palavras" e elogiou Lopez "em sua paquera mais brincalhão". No mesmo sentido, Anupa Mistry, da revista Spin, prezou os versos de Pitbull como "vorazes", resenhando que é "um emparelhamento inspirado que provavelmente vai matar as rádios".
Jazz Tangcay, da publicação So So Gay, nomeou a canção como "um hino festeiro com uma vibração do Oriente Médio", observando que "requer a volta por cima e se você estiver em uma festa ou com alguns amigos, você estará balançando ao som de 'Booty'". Lydia Jenkin, periodista do The New Zealand Herald, observou que "embora 'Booty' possa ter algumas das letras mais ridículas que ela já esteve envolvida, [mas] você sabe que [a canção] vai passar meses girando nos pisos das boates, e tem algumas batidas de tambores usadas por Beyoncé que funciona tão bem com uma coreografia urbana". Phil Mogredien, do jornal The Observer, foi mais crítico em relação a canção, dizendo que a faixa apresenta Lopez e Pitbull "celebrando bundas grandes em uma forma espetacularmente risível".

## Prêmios e indicações
| Ano  | Prêmiação                        | Categoria                        | Resultado |
| ---- | -------------------------------- | -------------------------------- | --------- |
| 2014 | Telehit Awards                   | Glúteo de Ouro                   | Indicado  |
| 2015 | International Dance Music Awards | Melhor Faixa Comercial/Pop Dance | Indicado  |

## Desempenho nas tabelas musicais
"Booty" debutou na 25ª colocação da tabela sul-coreana Gaon Music Chart, com vendas avaliadas em 5.089 downloads digitais.

### Posições
| Chart (2014)                                    | Peak position |
| ----------------------------------------------- | ------------- |
| Austrália (ARIA)                                | 27            |
| Bélgica (Ultratop 50 de Flandres)               | 33            |
| Bélgica (Ultratop Urban de Flandres)            | 5             |
| Bélgica (Ultratip Bubbling Under da Valônia)    | 5             |
| Canadá (Canadian Hot 100)                       | 11            |
| Chile (Top 20 Chart)                            | 19            |
| Finlândia (Latauslista Download)                | 90            |
| França (SNEP)                                   | 93            |
| Alemanha (Offizielle Deutsche Charts)           | 78            |
| Greece Digital Songs (Billboard)                | 9             |
| Hungria (Single Top 40)                         | 35            |
| India (Angrezi Top 20)                          | 2             |
| Italy (FIMI)                                    | 97            |
| Lebanon (The Official Lebanese Top 20)          | 17            |
| Nova Zelândia (Recorded Music NZ)               | 30            |
| Russia (NFPP)                                   | 2             |
| South Korea (Gaon International Download Chart) | 25            |
| UK Singles (Official Charts Company)            | 137           |
| Reino Unido (OCC UK R&B)                        | 17            |
| Estados Unidos (Billboard Hot 100)              | 18            |
| Estados Unidos (Billboard Dance Club Songs)     | 1             |
| US Latin Airplay (Billboard)                    | 43            |

 
|

### Charts Anuais
| Chart (2014)                      | Position |
| --------------------------------- | -------- |
| Belgium Urban (Ultratop Flanders) | 39       |

|}